# International Working Test 2020
International Working Test 2020 (IWT 2020) se mělo konat 15. a 16. srpna 2020 v Rakousku poblíž městyse Sankt Georgen im Attergau, ale bylo zrušeno. Pořadatelem soutěže měl být Österreichischer Retriever Club (ÖRC).
Vzhledem k nepříjemné situaci ohledně pandemie covidu-19 byl termín nejdříve přesunut z 30. a 31. května na 15. a 16. srpen 2020, nakonec dne 7. června 2020 bylo IWT 2020 zrušeno.
Rozhodčími měli být  Karin Thunander,  Anja Möller,  Heather Bradley,  John Halsted jr.,  Lee Hartis a  Kurt Becksteiner.